# Huntington Hornets
Huntington Hornets byl profesionální americký klub ledního hokeje, který sídlil v Huntingtonu ve státě Západní Virginie. V letech 1956–1957 působil v profesionální soutěži International Hockey League. Hornets ve své poslední sezóně v IHL skončily ve čtvrtfinále play-off. Své domácí zápasy odehrával v hale Veterans Memorial Fieldhouse s kapacitou 8 500 diváků. Klubové barvy byly červená, bílá a černá.
Založen byl v roce 1956 po přestěhování týmu Grand Rapids Rockets do Huntingtonu. Zanikl v roce 1957 přestěhováním do Louisvillu, kde byl vytvořen tým Louisville Rebels.

## Přehled ligové účasti
Zdroj: 
- 1956–1957: International Hockey League